# Dopiewo
Dopiewo – wieś w Polsce położona w województwie wielkopolskim, w powiecie poznańskim, siedziba gminy Dopiewo.
Wieś szlachecka Dopiewo położona była w 1580 roku w powiecie poznańskim województwa poznańskiego. W latach 1975–1998 miejscowość administracyjnie należała do województwa poznańskiego.

## Historia
Pierwsze zapiski o wsi Dopiewo pochodzą z 1366 roku. Pierwotnie osada nazywała się Prątki, a od 1380 roku nosi nazwę Dupiewo (od ówczesnego właściciela Roy Dupiewskiego, herbu Portuga). W 1391 wieś wzmiankowana jako Dupewo.  
Kolejnymi znanymi właścicielami Dopiewa byli:
- od 1407 kasztelan poznański Mościcz ze Stęszewa,
- od 1445 Katarzyna Zginalska,
- od 1496 wieś przeszła pod panowanie rodu Górków,
- od 1510 roku władał Łukasz II Górka,
- od 1764 August Działyński,
- po śmierci Augusta Działyńskiego wdowa po nim wychodzi za Władysława Gurowskiego marszałka Wielkiego Księstwa Litewskiego,
- od 1881 hrabia Dzieduszycki,
- następnym właścicielem był książę Czartoryski.

Pierwszy kościół powstał w Dopiewie w 1366, a następne w latach 1758 i 1962.
Początek szkolnictwa na tym obszarze datuje się na rok 1584 (parafialna – rektor szkoły Joannes).

## Wspólnoty wyznaniowe
- Kościół rzymskokatolicki:
  - parafia Nawiedzenia Najświętszej Maryi Panny
- Świadkowie Jehowy:
  - zbór Dopiewo (Sala Królestwa: Głuchowo)[9]

## Sport
Od 1998 roku działa tutaj klub piłki nożnej GKS Dopiewo, grający obecnie (sezon 2023/2024) w V lidze, gr. wielkopolskiej II.